# José Rodríguez Díaz de Lecea
José Rodríguez Díaz de Lecea  (Matanzas, Cuba, 2 de mayo de 1894 – Madrid, 28 de noviembre de 1967) fue un militar y político español. Se desempeñó como ministro del Aire de su país, desde 1957 hasta 1962.

## Biografía
Aviador,  combatió durante la guerra civil española en el bando sublevado y, ya en la dictadura de Francisco Franco, fue ministro del Aire entre el 25 de febrero de 1957 y el 5 de julio de 1962 y ministro de Ejército interino durante la ausencia del titular (mayo de 1962).